# Ширвани (Мустафабеков), Али Гейдар Ибиш оглы
Али Гейдар Ибишович Ширвани (Мустафабеков) (азерб. Əliheydər İbiş oğlu Şirvani-Mustafabəyov; 19 июня 1896, Тегеран — 26 апреля 1938, Москва) — советский партийный деятель. Первый секретарь Марийского обкома КПСС (1930—1935).

## Биография
Родился в городе Тегеран (Иран). По национальности азербайджанец. Образование высшее. Член ВКП(б).
В 1923—1924 годы — ответственный редактор журнала «Вестник ЦИК СССР».
В 1924—1926 годы — ответственный редактор издания «Собрание постановлений и узаконений ЦИК и СНК СССР».
В 1926—1927 годы — слушатель общеобразовательных курсов (Москва). Окончил 4 курса Московского коммерческого института. Слушатель Курсов марксизма при Коммунистической Академии.
С 21 октября 1927 года ответственный секретарь Организационного бюро ЦК КП(б) Узбекистана по Таджикской АССР.
С 1927 года по 3 февраля 1929 года — ответственный секретарь Таджикского областного комитета КП(б) Узбекистана. 
В 1929 году — инструктор Нижегородского краевого комитета ВКП(б).
В 1930-1934 — 1-й секретарь обкома ВКП(б) Марийской автономной области.
Исключен из партии в 1935 году.
Перед арестом — председатель правления артели «Сатурн» Мособлигрушсоюза. Жил в Москве.
Арестован 21.02.1938 года. Приговорен 26.04.1938 года ВК ВС СССР к расстрелу за «участие в националистической организации» и «шпионаж».
Расстрелян в тот же день. Похоронен на Коммунарке, Московская область.
06.10.1956 года реабилитирован ВК ВС СССР.